# Xuân Khang
Xuân Khang là một xã thuộc huyện Như Thanh, tỉnh Thanh Hóa, Việt Nam.
Đến ngày 15/9/2012 xã Xuân Khang có 11 Thôn gồm: Trạch Khang, Xuân Thành, Xuân Lộc, Xuân Hưng, Xuân Sinh, Xuân Hòa, Xuân Tiến, Xuân Cường, Đồng Mưa, Đồng Hơn, Phượng Xuân,
Xã có diện tích 41,97 km², dân số năm 1999 là 6290 người, mật độ dân số đạt 150 người/km².